# Enrique Heraclio Botana Pérez
Enrique Heraclio Botana Pérez (Mourente, Pontevedra, 1871 - Vigo, 27 d'agost de 1936) fou un dirigent socialista gallec. Era mig germà de Manuel Portela Valladares i treballà com a tipògraf a Vigo, on fou fundador de la UGT de Vigo, president de l'Associació Socialista de Vigo, director del diari Solidaridad des del 1901 i organitzà la vaga de tipògrafs de 1905. El 1913 fou escollit regidor de Vigo pel PSOE. Cap de la Casa del Poble de Vigo, el 1930 fou un dels qui proclamà la Segona República Espanyola a Vigo i fou elegit diputat per la província de Pontevedra a les eleccions generals espanyoles de 1931. Defensor de l'aliança socialista amb els sectors republicans, la radicalització del seu partit arran la Revolució de 1934 l'apartà de la política. L'esclat de la guerra civil espanyola el va sorprendre a Vigo, on formava part del comitè del Front Popular. Fou arrestat pels sublevats i afusellat al cementiri de Pereiró amb altres dirigents socialistes i republicans, com l'alcalde Emilio Martínez Garrido i els diputats Antonio Bilbatúa Zubeldía i Ignacio Seoane Fernández.